# Alexa Ray Joel
Alexa Ray Joel (née le 28 décembre 1985 à New York) est une chanteuse, compositrice et pianiste américaine. Elle est la fille de Billy Joel et Christie Brinkley.
Elle sort un EP, intitulé Sketches, en 2006 et plusieurs singles sur label discographique indépendant. Elle se produit aussi lors de nombreux événements caritatifs et événements de mode à New York.